# Onthophagus pseudofuscus
Onthophagus pseudofuscus là một loài bọ cánh cứng trong họ Bọ hung (Scarabaeidae).